# 沃格爾卡爾峰

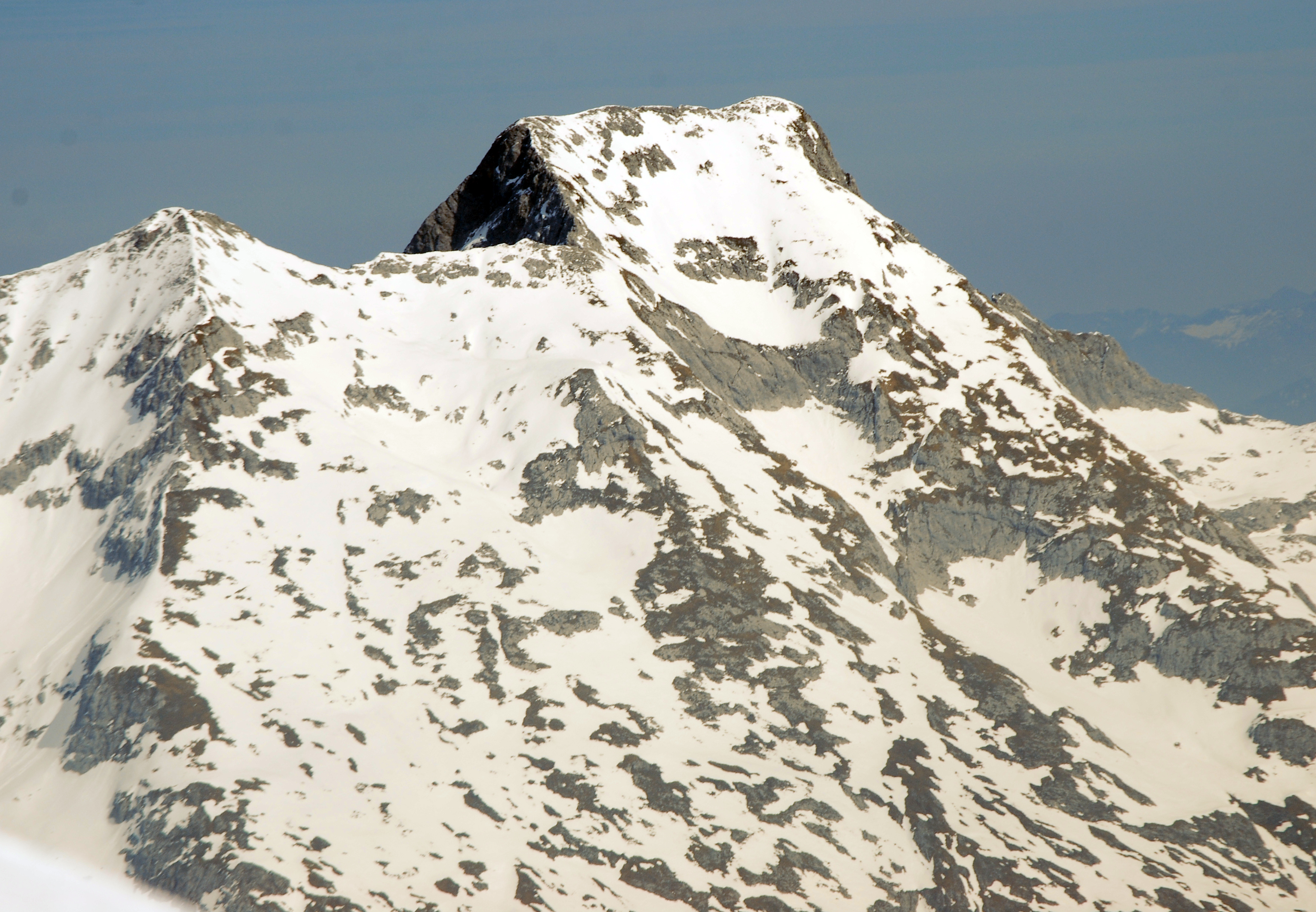

47°26′47″N 11°24′41″E / 47.44639°N 11.41139°E
沃格爾卡爾峰（德語：Vogelkarspitze），是德國的山峰，位於該國部，由巴伐利亞負責管轄，屬於卡爾文德爾山脈的一部分，海拔高度2,522米，每年平均降雨量1,666毫米。